# 祇園辻利
株式会社祇園辻利（ぎおんつじり）は、京都市東山区祇園商店街にある企業。

## 概要
宇治茶製品の販売や、和風喫茶「茶寮都路里」（さりょうつじり）の営業を行っている。
茶の加工と販売を主な事業とするほか、和風喫茶「茶寮都路里」では、抹茶やほうじ茶などの日本茶を使ったパフェやアイスクリーム等を提供し、若い女性の人気を集めている。

## 辻利ブランドとの関係
辻利は1860年、山城国宇治で辻利右衛門、三好徳次郎兄弟により創業された宇治茶の製造・販売業者。祇園辻利は台湾に渡った三好徳三郎（三代目）の系統を継ぎ、戦後、祇園で創業されたもの。京都府宇治市に本社を構える「株式会社辻利一本店」は本家筋に当たる。現在、各地に存在する「辻利」の看板を掲げた店舗は、暖簾分けや分家、看板貸与や共同出資によるものという。宇治市内には二代目辻利兵衛の娘の系譜を継ぐ「辻利兵衛本店」も存在し、「ヤマリ」をブランド名としている。なお、JTから販売されていたペットボトル緑茶「辻利 宇治抹茶入り緑茶」は辻利一本店による監修商品である。他に「株式会社辻利」が各種抹茶スイーツを販売しているが、これは辻利一本店の茶葉を用いて片岡物産株式会社が企画した商品であり、株式会社辻利は両社による合弁会社である。

## 歴史
- 1860年（万延元年） -辻利兵衛商店創業。茶農家の辻利右衛門（幼名：二代仙助、その後利兵衛、利右衛門と改名）とその弟・徳次郎が宇治で開業した日本茶専門店で、玉露の開発販売も手掛けた[6]。
- 1869年 - 徳次郎は同じ宇治の茶農家・三好家へ婿入りして三好姓となり、その後二代目当主となる[6]。徳次郎の息子・三好徳三郎（1875-1939）は上京し、人力車夫などで糊口を凌ぎながら政治家に知己を得る。
- 1899年 - 徳三郎渡台し、辻利兵衛商店台北支店として「辻利茶舗」を台湾台北市に開店[6]。何度か移転したのち台北の銀座通りと言われた繁華街栄町で営業（現・重慶南路と衡陽路交差点角。現在スターバックス重慶店）。ウーロン茶・紅茶ほか、自家製茶も販売し、台湾茶の開発に貢献した[7]。徳三郎は台北県郵便局長、台北県評議会員などを歴任し、第4代台湾総督の児玉源太郎から第17代の小林躋造まで政府に協力して民間総督と呼ばれ、台湾の政財界に影響を与える人物となった[6][8]。
- 1934年 - 徳三郎の長男・三好正雄が辻利台北支店を継承[6]
- 1948年 - 敗戦により台湾から引き揚げ、正雄のいとこ・辻利一（辻利右衛門の孫）と協力して祇園町に店舗を開く[6]。株式会社辻利茶舗として法人設立。
- 1978年 - 祇園町本店改築。和風喫茶「茶寮都路里」を本社ビルにオープン。
- 1979年 - 「株式会社　祇園辻利」に社名変更。
- 1997年 - 茶寮都路里、京都伊勢丹店オープン。
- 1998年 - 茶寮都路里、高台寺店オープン。
- 2002年 - 茶寮都路里、東京汐留店をオープン[9]。
- 2007年 - 茶寮都路里、大丸東京店オープン。